# КК Искра Свит
КК Искра Свит (слч. BK Iskra Svit) је словачки кошаркашки клуб из Свита. Тренутно се такмичи у Првој лиги Словачке.

## Историја
Клуб је основан 1947. године, а дуго је био познат под називом Хемосвит (Chemosvit). Национално првенство освајао је два пута (1961. и 2003. године).
У сезони 1961/62. је по први и једини пут наступао у ФИБА Купу европских шампиона и стигао је до четвртфинала. У наредним деценијама забележио је и неколико учешћа у ФИБА Купу победника купова.

## Успеси

### Национални
- Првенство Чехословачке:
  - Првак (1): 1961.

- Првенство Словачке:
  - Првак (1): 2003.
  - Вицепрвак (5): 1997, 1998, 2001, 2002, 2004.

## Познатији играчи
- Саша Аврамовић
- Слободан Божовић
- Антон Гавел